# Скальный крюк

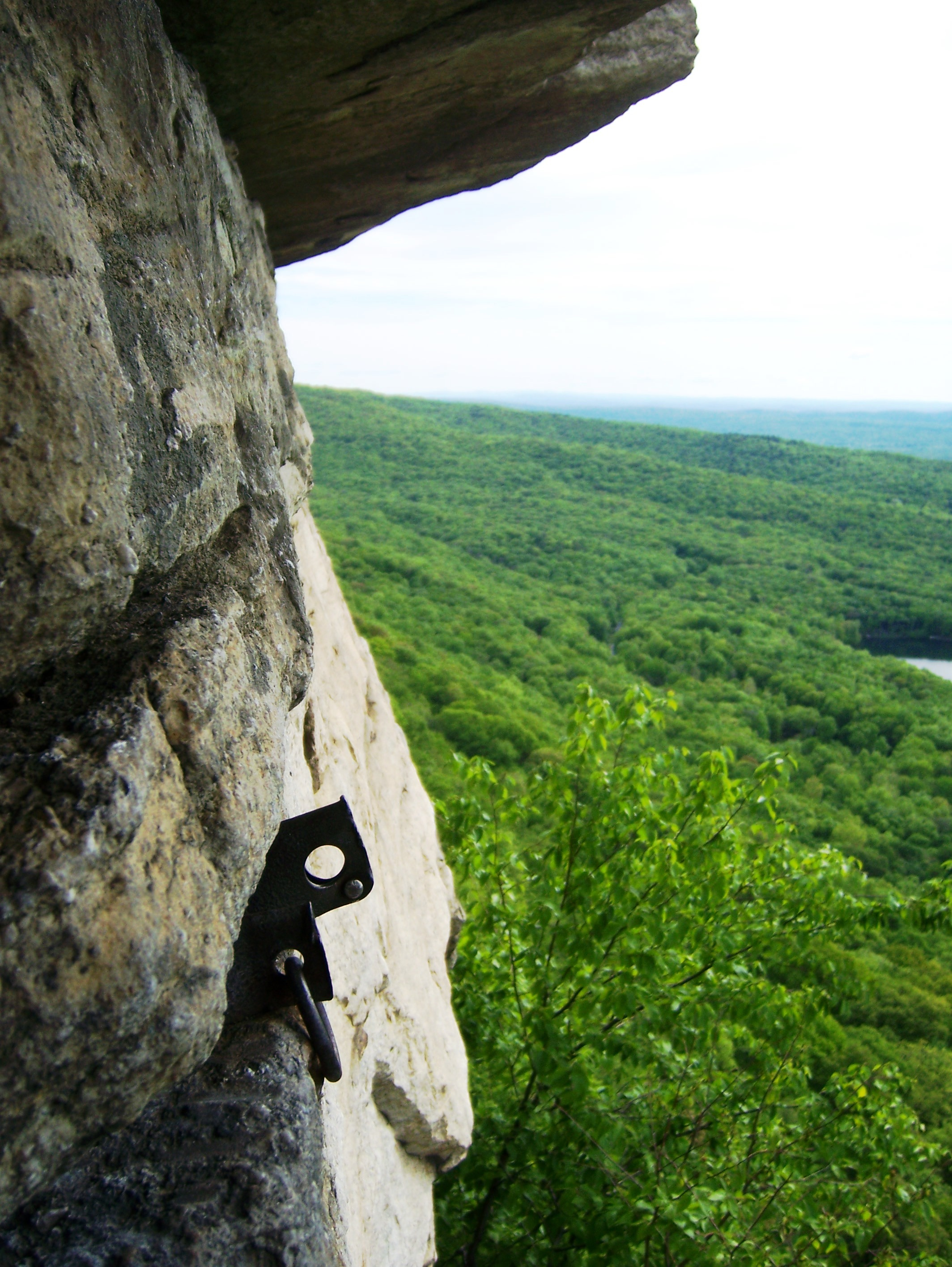
Старинный скальный крюк, вбитый постоянно на скале для скалолазания

Ска́льный крюк — разновидность альпинистского снаряжения для обеспечения страховки на скалах.

## Виды скальных крючьев

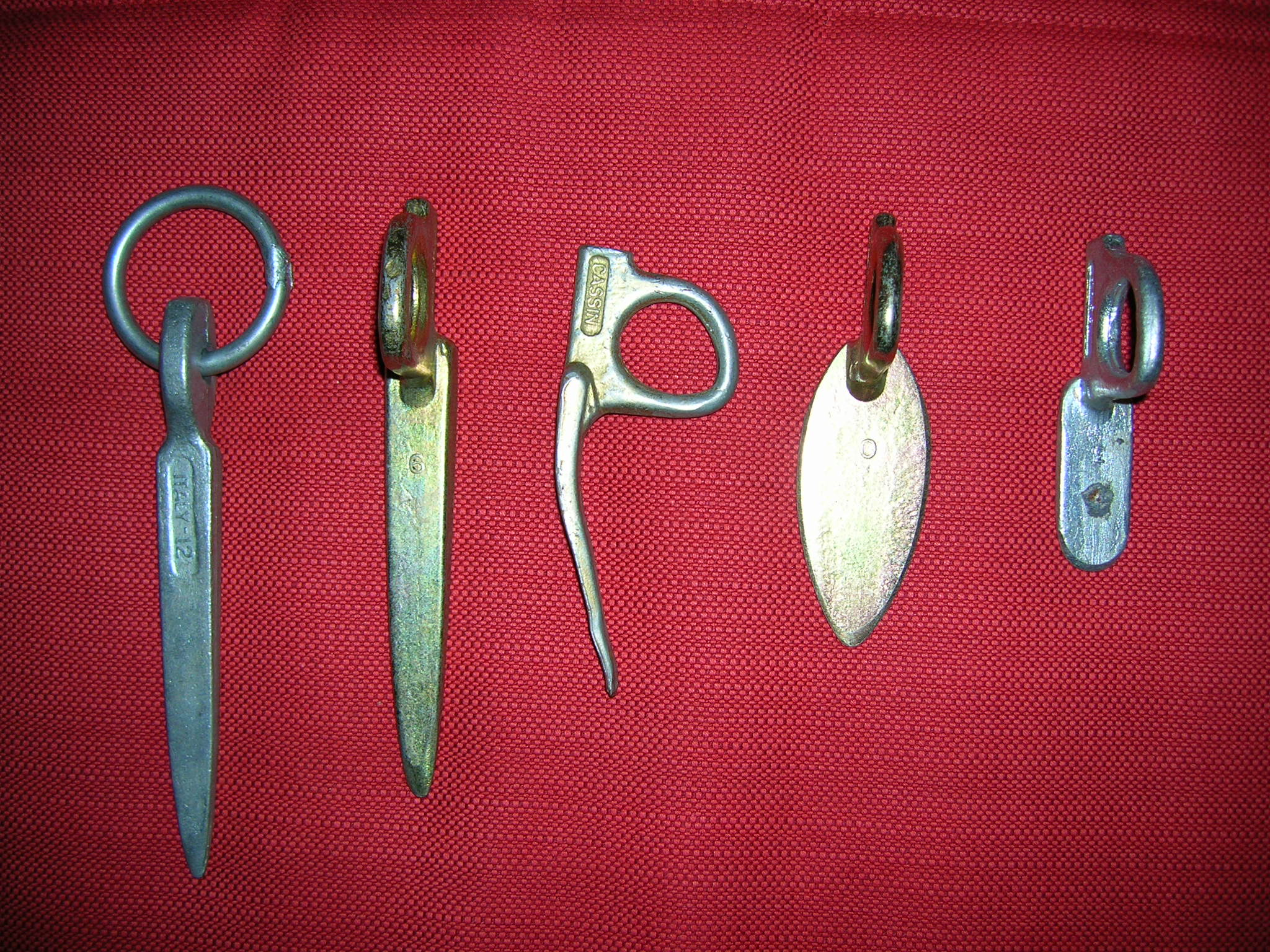
Различные типы скальных крючьев

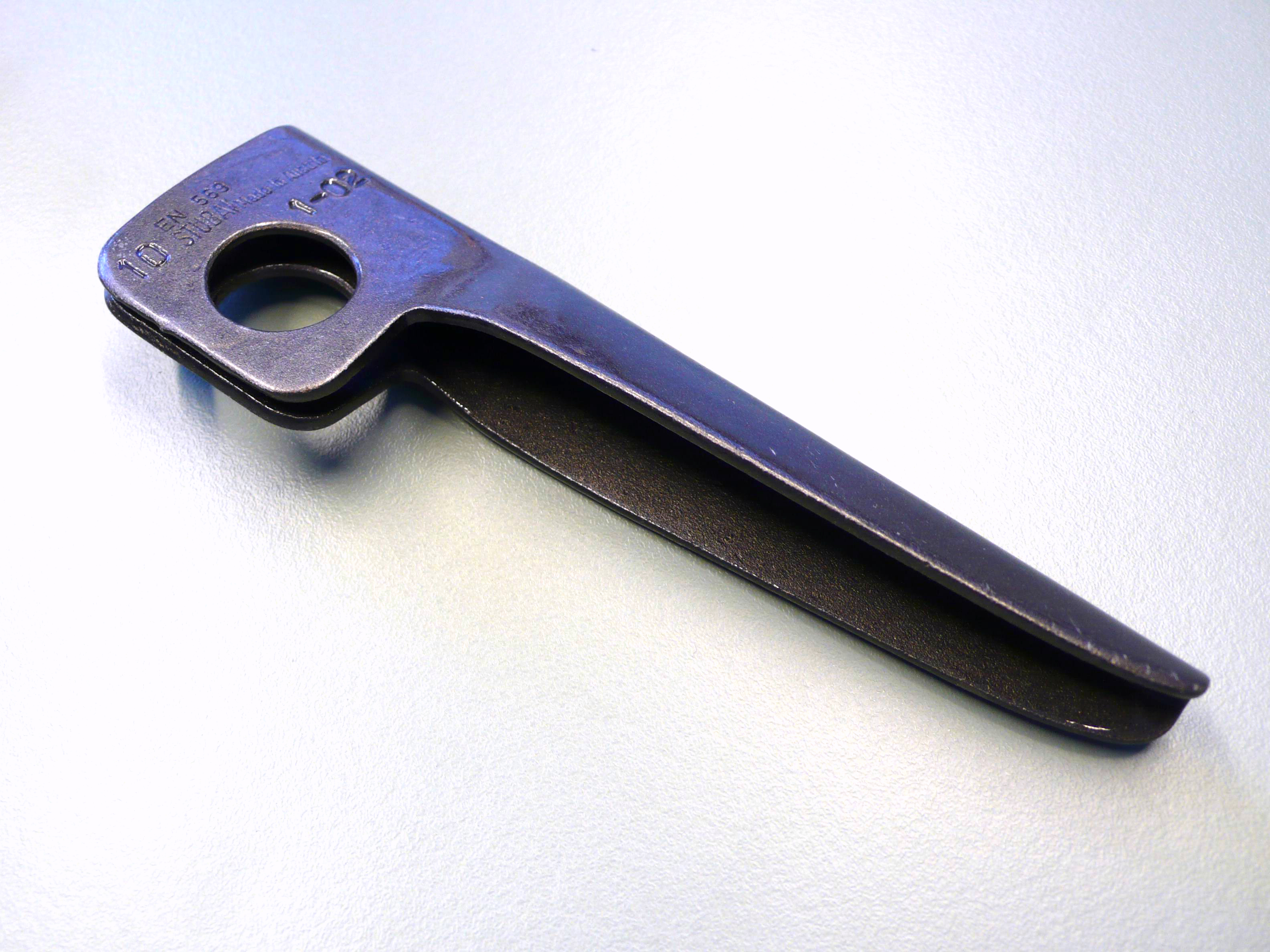
Скальный крюк для широких трещин

Скальный крюк представляет собой металлическую пластину с проушиной на конце, в которую вщёлкивают карабин, а через него пропускают страховочная верёвка. Скальные крючья бывают различной толщины, формы и длины для того, чтобы их можно было подобрать под имеющиеся в скале трещины. Скальный крюк для широких трещин имеет форму швеллера. Скальный крюк для мелких трещин называют «лепестком». Разновидностью скального крюка является шлямбурный крюк.

## Организация страховки с помощью крючьев
Скальный крюк вбивают в трещину скальным молотком или айсбайлем как можно прочнее, чтобы удержать скалолаза в случае срыва.
При прохождении новых маршрутов альпинист, идущий первым, забивает по мере подъёма крючья, вщёлкивая в проушину карабин с верёвкой, которая страхует его. Обычно крючья забивают через 5-10 метров в зависимости от трудности маршрута. Чем чаще вбивают крючья, тем надёжнее страховка. Однако частое использование крючьев замедляет движение связки.
Участник связки, идущий вторым, организует нижнюю страховку первого через карабины, закреплённые к проушинам крючьев. Поднявшись на всю длину верёвки или до удобного места (полки), первый участник организует верхнюю страховку для поднимающегося по верёвке нижнего участника связки. По мере подъёма второй участник выбивает крючья, собирая их для организации страховки на следующем участке скального маршрута.
Скальные крючья применяют для организации страховки в альпинизме и скалолазании давно. Наряду с ними начали применять закладки — специальные приспособления для организации страховки аналогично крючьям. Разница состоит в том, что их не вбивают, а закладывают в трещины так, чтобы они в случае срыва заклинились в трещине и удержали сорвавшегося участника. Применение закладок ускоряет процесс прохождения скального маршрута и не наносит вреда скалам.

## Изготовление скальных крючьев
Скальные крючья традиционно изготавливают из стали. Стальные крючья при забивке в скалу, благодаря деформации хорошо держат.
Наряду со стальными крючьями используют крючья, изготавливаемые из титановых сплавов, основным достоинством которых является меньший вес, что играет существенную роль при прохождении протяжённых скальных маршрутов.